# Sheshi Dardania

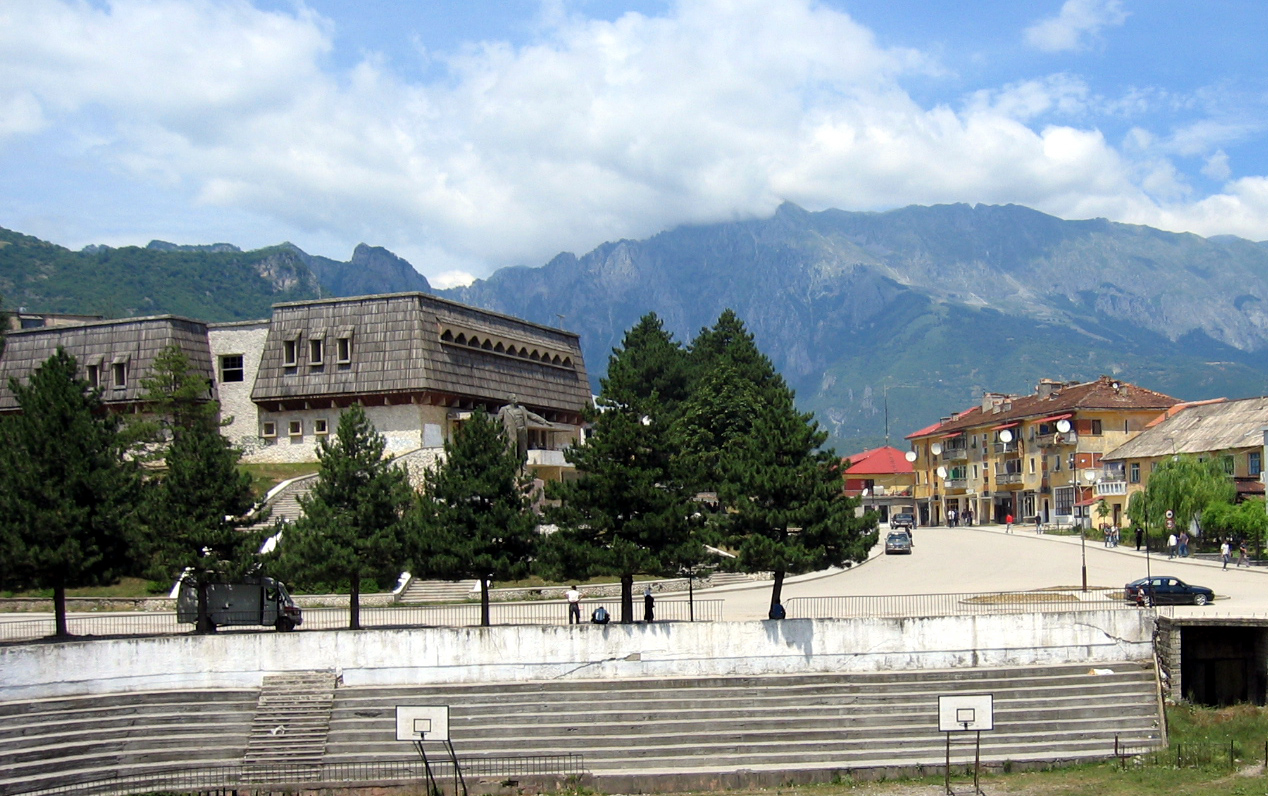
Sheshi Dardania met vooraan de basketbalarena, links achteraan het Bajram Curri-museum met het standbeeld van Bajram Curri en rechts achteraan de Rruga Sylejman Vokshi

Sheshi Dardania ([ʃɛʃi daɾdania]; 'Dardaniaplein') is een plein in het centrum van de Noord-Albanese stad Bajram Curri, de hoofdplaats van Tropojë in de prefectuur Kukës. 
Het plein ligt direct tussen de twee andere pleinen van de stad, Sheshi Tahir Sinani in het zuidwesten en Sheshi Azem Hajdari in het oosten. Aan de noordkant komt de Rruga Sylejman Vokshi op Sheshi Dardania uit. Het plein wordt gedomineerd door het Bajram Curri-museum, waarvoor een standbeeld van vrijheidsstrijder en stadsnaamgever Bajram Curri staat. Aan de zuidzijde ligt de niet-overdekte basketbalarena.
Vanaf dit plein verbinden minibussen (furgonë) het stadje met de rest van het land.